# 魔法つかいプリキュア! サウンドアルバム
『魔法つかいプリキュア! サウンドアルバム』は、東堂いづみ原作によるアニメシリーズ第13作『魔法つかいプリキュア!』のボーカルアルバム、オリジナル・サウンドトラックシリーズ。

## ボーカルアルバム

### リンクル☆メロディーズ
『魔法つかいプリキュア!』初のボーカルアルバムで、メインキャラクターの新録イメージソングを全10曲収録している。一方でこれまで収録されてきた主題歌は収録されていない。初回封入特典として、ジャケットイラストステッカーが同梱されている。ジャケットイラストには、魔法学校の制服姿のみらい・リコ・ことはの3人とモフルンがプリントされている。
1. 夢までふたり乗り♪ (4:25)
歌：朝日奈みらい（CV:高橋李依）
作詞：深青結希、作曲・編曲：若林充
2. キラリ☆100カラットの奇跡 (4:22)
歌：キュアミラクル（CV:高橋李依）、キュアマジカル（CV:堀江由衣）
作詞：青木久美子、作曲・編曲：高木洋
3. ないしょ♡のゆめワルツ (3:46)
歌：モフルン（CV:齋藤彩夏）
作詞：辻純更、作曲：合渡恵子、編曲：奥田もとい
4. キラキラしちゃえ! (4:02)
歌：花海ことは（CV:早見沙織）
作詞：木本慶子、作曲：高取ヒデアキ、編曲：川瀬智
5. ハッピー!ラッキー!ラブリーDAY! (4:43)
歌：ジュン（CV:金田アキ）、ケイ（CV:吉岡麻耶）、エミリー（CV:橋本ちなみ）
作詞・作曲・編曲：Funta3
6. キミだけの魔法 (4:48)
歌：校長先生（CV:内田夕夜）
作詞：六ツ見純代、作曲・編曲：岡野裕次郎 (TRYTONELABO）
7. Beauty of truth (3:54)
歌：バッティ（CV:遊佐浩二） 、スパルダ（CV:小林ゆう）
語り：ガメッツ（CV:中田譲治）
作詞：Manami (TRYTONELABO）、作曲・編曲：滝澤俊輔 (TRYTONELABO）
8. 言葉のエメラルド (4:14)
歌：キュアフェリーチェ（CV:早見沙織）
作詞：紘瀬さやか、作曲・編曲：片山修志 (Team-MAX)
9. リンクル☆メロディーズ (4:30)
歌：北川理恵
作詞：大森祥子、作曲・編曲：加藤賢二 (Team-MAX)
10. 憧れは魔法にのせて (4:41)
歌：リコ（CV:堀江由衣）
作詞・作曲：藤本記子（Nostalgic Orchestra）、編曲：福富雅之（Nostalgic Orchestra）[2]

### ドリーム☆アーチ
『魔法つかいプリキュア!』のキャラクターソングに加え、テレビスタッフによるドラマパート5編を収録したアルバム。キャラクターソングは福富雅之と藤本記子による音楽制作集団「Nostalgic Orchestra」による新曲5曲に加え、後期エンディングテーマ「魔法アラ・ドーモ！」のリアレンジバージョンを収録。ドラマパートは本編の内容を補完する、みらい・リコ・ことは・モフルンの日常を描いている。初回封入特典として、ジャケットイラストステッカーが同梱されている。ジャケットイラストには、夏の私服姿のみらい・リコ・ことはの3人とモフルンがプリントされている。
1. ドリーム☆アーチ
歌：キュアミラクル（CV:高橋李依）・キュアマジカル（CV:堀江由衣）・キュアフェリーチェ（CV:早見沙織）
作詞・作曲：藤本記子（Nostalgic Orchestra）、編曲：福富雅之（Nostalgic Orchestra）[2]
2. 第1話「Dokkin!魔法界はじめての夜!」
脚本：村山功、演出：三塚雅人
3. はなまるの方程式
歌：朝日奈みらい（CV:高橋李依）
作詞・作曲：藤本記子（Nostalgic Orchestra）、編曲：福富雅之（Nostalgic Orchestra）[2]
4. 第2話「マジヤバ!変身ができない日!」
脚本：鐘弘亜樹、演出：三塚雅人
5. オレンジア 
歌：十六夜リコ（CV:堀江由衣）
作詞・作曲：藤本記子（Nostalgic Orchestra）、編曲：福富雅之（Nostalgic Orchestra）[2]
6. 第3話「夏だ!水着を買いにいこう!」
脚本：坪田文、演出：三塚雅人
7. そらいろ
歌：花海ことは（CV:早見沙織）
作詞・作曲：藤本記子（Nostalgic Orchestra）、編曲：福富雅之（Nostalgic Orchestra）[2]
8. 第4話「名探偵ことは!の迷推理!?」
脚本：村山功、演出：三塚雅人
9. キラメキふたつ星
歌：朝日奈みらい（CV:高橋李依）・十六夜リコ（CV:堀江由衣）
作詞・作曲：藤本記子（Nostalgic Orchestra）、編曲：福富雅之（Nostalgic Orchestra）[2]
10. 第5話「月夜のふたり乗り」
脚本：村山功、演出：三塚雅人
11. 魔法アラ・ドーモ！（Rainbow Parade MIX）
歌：キュアミラクル（CV:高橋李依）・キュアマジカル（CV:堀江由衣）・キュアフェリーチェ（CV:早見沙織）
作詞：只野菜摘、作曲：前山田健一、編曲：福富雅之（Nostalgic Orchestra）[2]

### 手のひらのおくりもの
『魔法つかいプリキュア!』のシングルやボーカルアルバムから厳選したベスト・アルバム。主題歌やプリキュアたちが歌うキャラクターソング、加えて新規収録の1曲が入った全16曲で構成されている。
1. リンクル☆メロディーズ
歌：北川理恵
作詞：大森祥子、作曲・編曲：加藤賢二 (Team-MAX)
2. 魔法アラ・ドーモ!
歌：キュアミラクル（CV:高橋李依）&キュアマジカル（CV:堀江由衣）&キュアフェリーチェ（CV:早見沙織）
作詞：只野菜摘、作曲：前山田健一、編曲：サイトウヨシヒロ
3. はなまるの方程式
歌：朝日奈みらい（CV:高橋李依）
作詞・作曲：藤本記子（Nostalgic Orchestra）、編曲：福富雅之（Nostalgic Orchestra）[2]
4. キラキラしちゃえ!
歌：花海ことは（CV:早見沙織）
作詞：木本慶子、作曲：高取ヒデアキ、編曲：川瀬智
5. キラリ☆100カラットの奇跡
歌：キュアミラクル（CV:高橋李依）・キュアマジカル（CV:堀江由衣）
作詞：青木久美子、作曲・編曲：高木洋
6. ドリーム☆アーチ
歌：キュアミラクル（CV:高橋李依）・キュアマジカル（CV:堀江由衣）・キュアフェリーチェ（CV:早見沙織）
7. オレンジア
歌：十六夜リコ（CV: 堀江由衣）
作詞・作曲：藤本記子（Nostalgic Orchestra）、編曲：福富雅之（Nostalgic Orchestra）[2]
8. 言葉のエメラルド
歌：キュアフェリーチェ（CV: 早見沙織）
作詞：紘瀬さやか、作曲・編曲：片山修志 (Team-MAX)
9. キラメク誓い
歌：キュアミラクル（CV:高橋李依）・キュアマジカル（CV:堀江由衣）・キュアフェリーチェ（CV:早見沙織）・キュアモフルン（CV:齋藤彩夏）
作詞：青木久美子、作曲・編曲：高木洋
10. そらいろ
歌：花海ことは（CV:早見沙織）
作詞・作曲：藤本記子（Nostalgic Orchestra）、編曲：福富雅之（Nostalgic Orchestra）[2]
11. 憧れは魔法にのせて
歌：リコ（CV: 堀江由衣）
作詞・作曲：藤本記子（Nostalgic Orchestra）、編曲：福富雅之（Nostalgic Orchestra）[2]
12. 夢までふたり乗り♪
歌：朝日奈みらい（CV:高橋李依）
作詞：深青結希、作曲・編曲：若林充
13. キラメキふたつ星
歌：朝日奈みらい（CV:高橋李依）・十六夜リコ（CV:堀江由衣）
作詞・作曲：藤本記子（Nostalgic Orchestra）、編曲：福富雅之（Nostalgic Orchestra）[2]
14. Dokkin♢魔法つかいプリキュア！Part2
歌：北川理恵
作詞：森雪之丞、作曲：奥村愛子、編曲：中村博
15. 手のひらのおくりもの
歌：朝日奈みらい（CV:高橋李依）・十六夜リコ（CV: 堀江由衣）・花海ことは（CV:早見沙織）、コーラス：モフルン（CV:齋藤彩夏）
作詞・作曲：藤本記子（Nostalgic Orchestra）、編曲：福富雅之（Nostalgic Orchestra）[2]
16. CURE UP↑RA♡PA☆PA！〜ほほえみになる魔法〜
歌：キュアミラクル（CV:高橋李依）&キュアマジカル（CV:堀江由衣）
作詞：六ツ見純代、作曲：多田彰文、編曲：中村博

## オリジナル・サウンドトラック

### テレビシリーズ1
ABC・テレビ朝日系放送テレビアニメ『魔法つかいプリキュア!』のオリジナル・サウンドトラック第1弾。
収録されている全37曲のBGMは高木洋が制作を担当。また、主題歌の『Dokkin♢魔法つかいプリキュア！』と『CURE UP↑RA♡PA☆PA!〜ほほえみになる魔法〜』両曲のテレビサイズ・バージョンを収録。初回限定封入特典としてジャケットサイズ・ステッカーが同梱された。ジャケットイラストには、キュアミラクルとキュアマジカルの2人がプリントされている。また、今回はシリーズで初めてマーベラスの公式YouTubeチャンネルで4曲のクロスフェード試聴動画が公開された。
1. It's a Magical World
2. ミラクル・マジカル・ジュエリーレ!＜ダイヤ＞ - Full version -
3. Dokkin♢魔法つかいプリキュア!（TVサイズ）
4. 月夜のめぐり逢い
5. 桜の下で
6. 魔法との出会い
7. 魔法のほうきでGO!
8. 伝説の魔法つかい!
9. プリキュア・ダイヤモンド・エターナル!
10. 魔法の国へようこそ
11. 魔法界の伝承
12. 魔法の街はワクワクドキドキ
13. アヤシい魔法つかい
14. リンクルストーン
15. ミラクル・マジカル・ジュエリーレ!＜ルビー＞
16. プリキュア・ルビー・パッショナーレ!
17. 魔法の賢人たち
18. 興味しんしん
19. 魔法の授業スタート!
20. 遠い夢
21. 友情は魔法
22. マジカルキャッチ
23. ドクロクシー
24. ヨクバール出現
25. ミラクル・マジカル・ジュエリーレ!＜サファイア＞
26. プリキュア・サファイア・スマーティッシュ!
27. はーちゃん
28. ほのぼのまったり
29. モフルン
30. まぶしい日々
31. 闇の魔法つかい
32. 闇よりの使者
33. 襲い来る影
34. ミラクル・マジカル・ジュエリーレ!＜トパーズ＞
35. プリキュア・トパーズ・エスペランサ!
36. 手と手をつないで
37. ふたりの奇跡・ふたりの魔法
38. 魔法がひらく未来
39. CURE UP↑RA♡PA☆PA!〜ほほえみになる魔法〜（TVサイズ）
40. 今日もいい日になーれ!

### 映画サウンドトラック
2016年10月29日公開の劇場版『映画 魔法つかいプリキュア! 奇跡の変身!キュアモフルン!』のオリジナル・サウンドトラック。収録されている23曲のBGMは高木洋が制作を担当。また、渡辺麻友が歌うテーマソングを初めとする主題歌・挿入歌の映画サイズ版を収録。初回限定封入特典としてジャケットサイズ・ステッカーが同梱される。
1曲目が同時上映の短編『キュアミラクルとモフルンの魔法レッスン!』の楽曲、2曲目以降が映画本編の使用楽曲で構成されている。
1. キュアミラクルとモフルンの魔法レッスン!
2. ミラクル・マジカル・ジュエリーレ!＜ダイヤ＞
3. Dokkin♢魔法つかいプリキュア！Part2（映画サイズ）
4. 大魔法フェスティバル
5. 年に一度のお祭り
6. 願いの石
7. ダークマター急襲
8. モフルンがさらわれた
9. モフルン大脱走
10. 正しい魔法の使い方（映画サイズ）
歌：渡辺麻友
作詞：秋元康、作曲：Akira Sunset、編曲：重永亮介
11. 寄り添う三つの心
12. クッキーモフ!!
13. タネはかじっちゃダメ!
14. 夕陽とクッキー
15. ふたつのねがい（映画サイズ）
16. 恐ろしい正体
17. 決死の追撃
18. リコの友情
19. 想いが呼ぶ奇跡
20. 鮮烈!キュアモフルン
歌：五條真由美
作詞：東堂いづみ[注 1]、英訳詞：スワベック・コバレフスキ、作曲・編曲：高木洋
21. ダークマターの逆襲
22. 哀しきダークマター
23. クマタの涙
24. 魔法界の危機
25. 奇跡の足音・願いの光
26. 復活!魔法つかいプリキュア
27. キラメク誓い（映画サイズ）
28. 夜明けの向こうに
29. 魔法アラ・ドーモ！（映画サイズ）

### テレビシリーズ2
ABC・テレビ朝日系放送テレビアニメ『魔法つかいプリキュア!』のオリジナル・サウンドトラック第2弾。
収録されている全27曲のBGMは高木洋が制作を担当。また、主題歌の『Dokkin♢魔法つかいプリキュア！Part2』と『魔法アラ・ドーモ！』両曲のテレビサイズ・バージョン、ボーナストラックとして次回予告BGMの後期バージョンと変身BGM及び「プリキュア・エクストリーム・レインボー!」のコーラス無しバージョンを収録。初回限定封入特典としてジャケットサイズ・ステッカーが同梱されている。ジャケットイラストには、アレキサンドライトスタイルの3人のプリキュアとモフルンがプリントされている。
1. フェリーチェ・ファンファン・フラワーレ!
2. Dokkin♢魔法つかいプリキュア！Part2（TVサイズ）
3. 邪なる影
4. あまねく生命に祝福を!
5. プリキュア・エメラルド・リンカネーション!
6. はーちゃんだよ!
7. はつらつはーちゃん
8. 初めての魔法レッスン
9. おっかなびっくり好奇心
10. 覚悟はいかが
11. はじけるよろこび
12. 友情は魔法 - Piano Solo -
13. デウスマストの眷属
14. ドンヨクバール出現
15. 輝くアレキサンドライト
16. プリキュア・エクストリーム・レインボー!
17. 憧れの人
18. ときめきの魔法
19. 魔法がひらく未来 - Short version -
20. 伝説を超える力
21. 邪なる影 - Strings version -
22. 終わりなき混沌
23. 決死の追撃
24. 想いの力
25. 三人の魔法
26. 太陽の魔法陣
27. あなたがここにいてほしい
28. 手と手をつないで - Full version -
29. 魔法アラ・ドーモ！（TVサイズ）
30. 今日もいい日になーれ！ Part2（ボーナストラック）
31. ミラクル・マジカル・ジュエリーレ!＜ダイヤ＞ - without chorus version -（ボーナストラック）
32. ミラクル・マジカル・ジュエリーレ!＜ルビー＞ - without chorus version -（ボーナストラック）
33. ミラクル・マジカル・ジュエリーレ!＜サファイア＞ - without chorus version -（ボーナストラック）
34. ミラクル・マジカル・ジュエリーレ!＜トパーズ＞ - without chorus version -（ボーナストラック）
35. フェリーチェ・ファンファン・フラワーレ! - without chorus version -（ボーナストラック）
36. プリキュア・エクストリーム・レインボー! - without chorus version -（ボーナストラック）